# Dark Matters (album The Rasmus)
Dark Matters – dziewiąty album studyjny fińskiej grupy muzycznej The Rasmus. Wydawnictwo ukazało się 6 października 2017 roku nakładem wytwórni muzycznej Playground Music Scandinavia.

## Lista utworów
| Nr  | Tytuł utworu              | Długość |
| --- | ------------------------- | ------- |
| 1.  | „Paradise”                | 3:29    |
| 2.  | „Something In The Dark”   | 3:30    |
| 3.  | „Wonderman”               | 3:23    |
| 4.  | „Nothing”                 | 3:42    |
| 5.  | „Empire”                  | 3:32    |
| 6.  | „Crystalline”             | 3:14    |
| 7.  | „Black Days”              | 3:36    |
| 8.  | „Silver Night”            | 3:34    |
| 9.  | „Delirium”                | 3:22    |
| 10. | „Dragons into Dreams”     | 3:33    |
| 11. | „Teardrops” (Bonus Track) | 3:15    |
|     |                           | 38:10   |

## Twórcy albumu
- Lauri Ylönen - śpiew
- Aki Hakala - perkusja
- Eero Heinonen - gitara basowa
- Pauli Rantasalmi - gitara
- Antti Eriksson, Seppo Vesterinen - Management
- Claes Persson - mastering
- Anders Hvenare - miksowanie
- The Family - produkcja, miksowanie

## Listy sprzedaży
| Lista                    | Kraj       | Pozycja |
| ------------------------ | ---------- | ------- |
| Ö3 Austria Top 40        | Austria    | 47      |
| Swiss Hitparade          | Szwajcaria | 52      |
| GfK Entertainment charts | Niemcy     | 61      |
| Musiikkituottajat        | Finlandia  | 7       |